# Histoire de la Savoie de 1914 à 1945
La période de 1914 à 1945 fut celle des deux guerres mondiales qui n'épargnèrent pas les pays de Savoie, mais aussi celle de l'essor industriel, notamment grâce à la houille blanche.

## Première Guerre mondiale

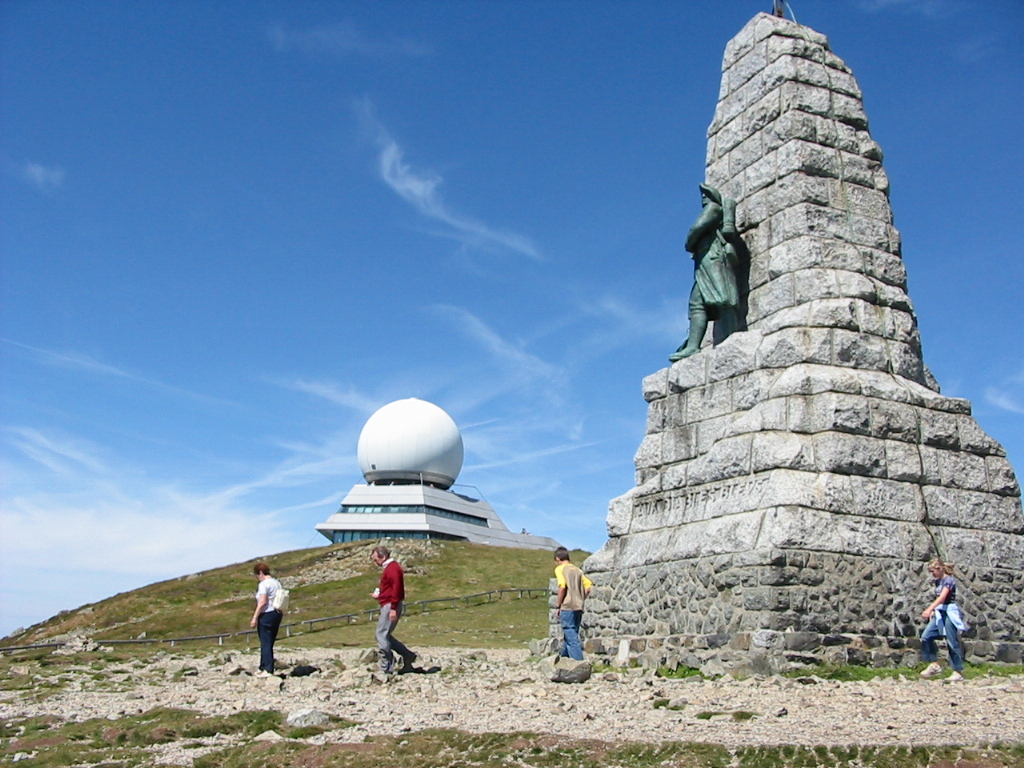
Monument dédié aux diables Bleus sur le sommet du grand Ballon, point culminant des Vosges ou de nombreux soldats savoyards se sont battus

Au cours de la « Grande Guerre », les Savoyards participent aux combats dans les régiments d'infanterie. Il n'existe pas de bataillons constitués exclusivement de Savoyards, mais on les retrouve dans le 30e RI (basés à Annecy, Thonon, Rumilly et Montmélian), 97e RIA (basés à Chambéry, Bourg-Saint-Maurice, Moûtiers et Modane), le 230e et 297e, ainsi que dans les bataillons des chasseurs alpins (11e, 13e, 22e, 51e, 53e et 62e qui forment la 28e Division d'infanterie). Ces troupes, surnommées les « Diables bleus », combattent sur tous les fronts (Alsace, Lorraine, Verdun, Chemin des Dames), ainsi que sur le front alpin, jusqu'au retournement d'alliance avec l'Italie.
La population savoyarde, majoritairement rurale, participe à l'effort de guerre, mais les récoltes sont faibles. L'industrie, par contre, prospère. Ainsi les aciéries d'Ugine fabriquent des munitions (obus) ou encore des plaques de blindage pour les tanks.

### Zone neutralisée de Savoie
Lors du Congrès de Vienne et du Traité de Paris de 1815, il fut décidé de créer une zone neutre savoyarde et de fixer un statut international à la Suisse et une garantie de sa neutralité  et de l'inviolabilité de son territoire. La zone savoyarde devait même à l'origine être mise sous la défense militaire suisse.
La zone neutralisée de Savoie s'étendait sur tout le département de la Haute-Savoie, une partie du département de la Savoie et le Pays de Gex alors savoyard. Cette zone neutralisée fut utilisée durant la Première Guerre mondiale de 1914 à 1918.

### Bilan humain et transformations sociales
La Savoie n'eut pas à subir d'invasion. Aucune destruction n'est à déplorer. Toutefois, le dramatique accident de Saint-Michel-de-Maurienne, qui avait fait 425 morts le 12 décembre 1917 marque les esprits.
Les pertes sont nombreuses entre 19 632 morts, selon les sources officielles,.
Sur le plan économique, l'industrie prospère, les usines savoyardes profitent de cette guerre transformant ainsi la tradition rurale du territoire.

## L'entre-deux-guerres

### L'affaire des zones
En 1919, à la sortie de la guerre, la France choisit de dénoncer le traité de Turin par l'article 435 du traité de Versailles qui supprime la zone neutralisée en Savoie et la grande zone franche pourtant établies lors de l'Annexion (édition de bulletins "oui et zone" dans la partie Nord du duché). La Confédération suisse, qui s'était mise d'accord avec le Gouvernement français, ne s'est pas opposée à ce processus, dans la mesure où ses droits militaires ne se justifiaient plus. En échange, elle reçut l'appui français pour son entrée dans la Société des Nations, ainsi que l'installation sur son territoire des bureaux de cette nouvelle organisation internationale. L'article 435 du traité de Versailles abroge la zone neutralisée militairement. Cet article visa aussi les zones franches douanières de la Haute-Savoie et du Pays de Gex. Ainsi l'article précise : "(ces zones) ne correspondaient plus aux circonstances actuelles, déclarant qu'il appartenait à la France et à la Suisse de régler entre elles, et d'un commun accord, le régime des territoires dans les conditions jugées opportunes par les deux pays." Plus tard en 1932, la Cour internationale de justice de La Haye condamne la France et l'invite à remettre en place la zone franche (liée directement aux conditions d'annexion), conformément aux traités antérieurs alors caducs de 1815, 1816 et 1829, soit 650 km2, contre 4 000 km2 dans le traité d'annexion de 1860.

### Contexte culturel
Au lendemain de la Première Guerre mondiale, l'immigration italienne, grâce à son fort taux de natalité, constitue le principal facteur de la croissance démographique en pays de Savoie. Pour autant la Savoie atteint en 1920 son niveau démographique minimum avec environ, en tout et pour tout, 450 000 habitants. Le visage savoyard change peu à peu. Français depuis seulement 1860, désormais la Savoie ou plus exactement les départements de la Savoie et de la Haute-Savoie connaissent de nombreuses mutations culturelles. Comme exemple symbolique on peut citer l'abandon des toitures en tavaillon et en lauzes, tradition séculaire, remplacés par la tôle, la tuile ou l'ardoise mécanique. La Savoie connait également durant cette entre-deux-guerres une véritable révolution sur le plan économique et touristique avec l'apparition de structures et d'organisations de sports d'hiver à Megève, Chamonix et en d'autres lieux d'altitude… Le développement de l'automobile favorisera un tourisme vert estival.

### L'essor industriel de la houille blanche
Le système montagnard est remis en question avec l’exploitation des nouvelles ressources naturelles montagnardes : l’utilisation de l’énergie produite par les chutes d’eau ou houille blanche. L’invention de la Dynamo (1870) révolutionne l’utilisation de la houille blanche. Si cette énergie est déjà utilisée localement par les populations dans les scieries le long de cours d’eau, cette innovation technologique permet le développement d’un véritable tissu industriel, notamment en Tarentaise, en Maurienne, dans le Val d’Arly ou dans le Haut-Faucigny.
Profitant de la topographie, on équipe, dans un premier temps, des usines de transformation des métaux (arrivant par train) à proximité des chutes à faible débit, puis les nouvelles technologies aidant, à proximité des rivières à plus haut débit. Ces conduites forcées (allant parfois jusqu'à 12 km) donnent ainsi naissance à l'industrie électrochimique et électro-métallurgique. En réalité, l'implantation d'usines en milieu montagnard est la conséquence de la présence d'une énergie renouvelable à faible coût, permettant de compenser le coût de transport des matières premières jusque sur les sites.
Ce développement industriel bouleverse et transforme les sociétés locales (apparition de nouvelle organisation sociale avec les ouvriers-paysans) et met un coup d'arrêt à l'exode rural débuté au XIXe siècle.
La présence de ces usines explique la raison pour laquelle la Savoie devient une cible stratégique en 1940.

## Seconde Guerre mondiale

### Bataille de France
La 28e Division d'Infanterie Alpine est basée à Chambéry, en 1939, commandée par le Général Lestien, est envoyé dans les Vosges, sur la ligne Maginot, dans la mesure où l'Italie ne s'engage pas dans le conflit. Les 13e, 53e et 67e bataillons des chasseurs alpins sont envoyés en Norvège où ils participent à la bataille de Narvik, puis réexpédiés via le Royaume-Uni en France pour participer à la bataille de France, en mai,.

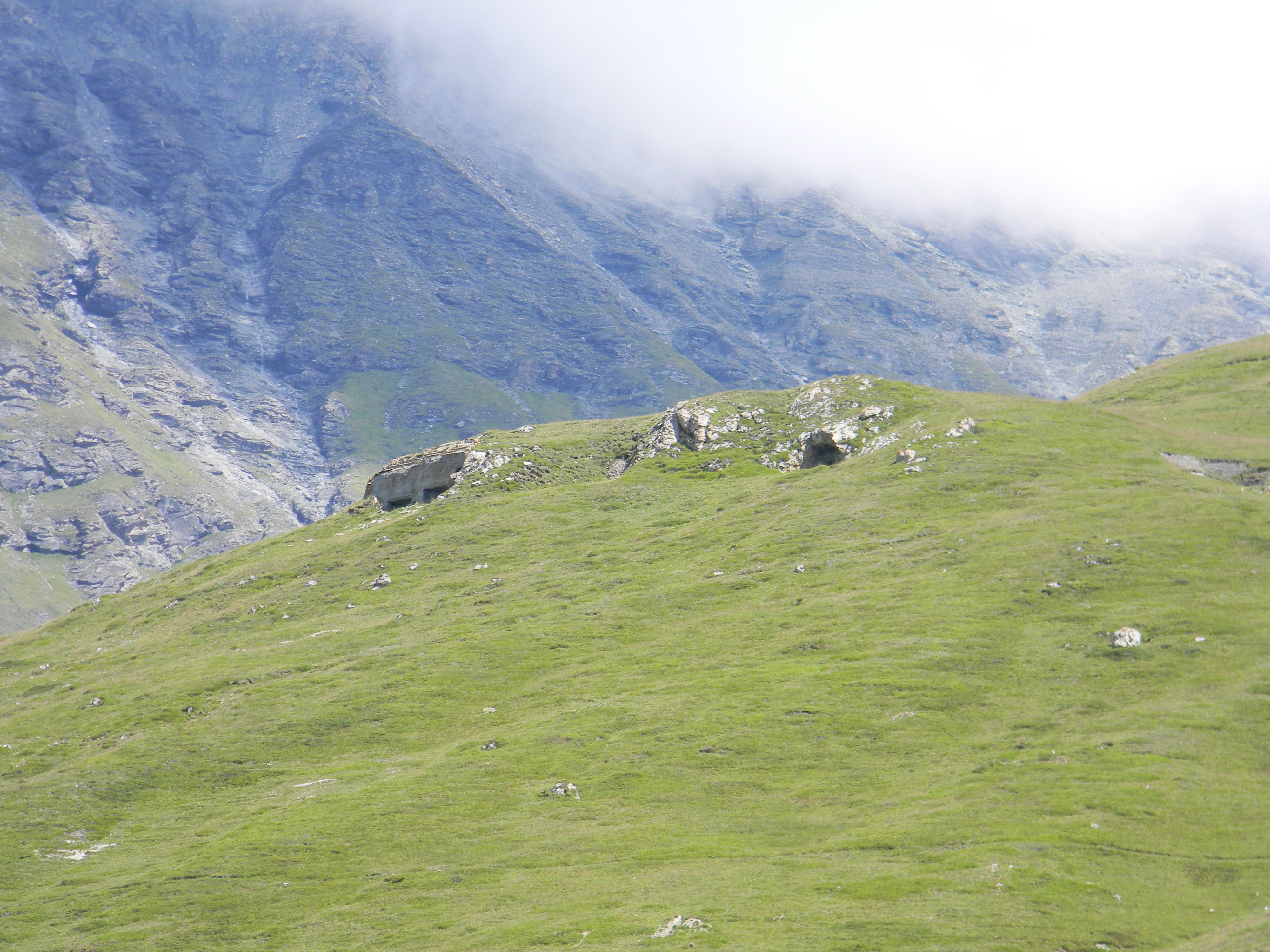
Vestiges de bunkers sur les alpages du mont Cenis en Haute-Maurienne, un des points les plus fortifiées des Alpes

Le 10 juin 1940, Mussolini déclare la guerre à la France. La Savoie est prise entre deux étaux. Les combats débutent dans les Alpes. L'armée italienne, commandée par le prince héritier Umberto de Savoie et le général Alfredo Guzzoni, formée par 22 divisions et 321 000 hommes se lancent sur les secteurs du Petit-Saint-Bernard et du Mont-Cenis. Face à cette force, les 185 000 hommes du général René Olry réussissent à résister. Dans la vallée, les Allemands passent le Rhône à Culoz et entrent dans Aix-les-Bains, Chambéry n'est pas encore tombée. La signature de l'armistice du 22 juin 1940 met fin aux combats. Un second armistice est signé avec l'Italie le 24 juin qui exige l'occupation de certaines communes de la Haute-Tarentaise (communes proches du col du Petit-Saint-Bernard), et la totalité de la Haute-Maurienne (canton de Lanslebourg ainsi que les communes d'Avrieux et Aussois) qui seront par la suite annexés de facto, et la démilitarisation de la frontière.

### L'occupation
L'armistice du 24 juin 1940 est signé à la villa Incisa située dans la région de Rome. La France et le royaume d'Italie sont représentés respectivement par Charles Huntziger et le maréchal Pietro Badoglio. Par cet accord, la Haute Maurienne (canton de Lanslebourg-Mont-Cenis) ainsi que les communes d'Aussois et Avrieux, et quelques communes de Haute Tarentaise telles que Seez sont annexés au royaume d'Italie et leur administration transférée à Turin. Les habitants de ces communes se voient remettre des cartes d'identités italiennes.
La rumeur d'une annexion était véhiculée par ceux qui avaient fui l'Italie, se souvenant du cri des députés fascistes en 1938. Cependant, Mussolini avait rappelé au comte Galeazzo Ciano qu'il ne revendiquerait pas l'ancien duché de Savoie. En novembre 1942, la Savoie est tout entière placée sous l'occupation italienne.
Sous l'occupation allemande conséquence de la capitulation italienne, le 8 septembre 1943, de nombreux villages dont ceux de la haute vallée de l'Arc subissent de nombreuses représailles et destructions de la part des occupants voulant punir les mouvements de résistances. La région est le théâtre de massacres, et les villages tels que Lanslebourg et Bessans sont incendiés lors du retrait des troupes allemandes en 1944. Un camp de concentration fut même construit à Modane.

### La résistance
Du fait de sa position géographique et de sa proximité avec l'Italie et surtout la Suisse, la Savoie connut une forte activité en matière de résistance contre tout d'abord l'occupation italienne puis allemande. La résistance permit le passage de nombreux réfugiés, notamment juifs, la répression étant bien moins forte dans le royaume transalpin. De nombreux réseaux pour le marché noir furent également mis en place… Plusieurs maquis virent le jour parmi lesquels on peut citer le maquis des Glières évoluant sur le plateau des Glières qui avec son territoire montagneux de moyenne altitude, permettant une présence continue  favorisa l'émergence d'un maquis organisé et dirigé par le lieutenant Tom Morel, Compagnon de la Libération. Le plateau des Glières fut choisi en janvier 1944 pour recevoir les parachutages d'armes pour alimenter la résistance locale. Zone dégagée, peu accessible par la route donc par l'ennemi, mais aussi repérable par les avions alliés du fait de sa proximité avec le lac d'Annecy. La « bataille des Glières » (mars 1944) fit 149 morts chez les maquisards face à plus de 2000 soldats de la Wehrmacht et miliciens de Vichy. La tragédie des Glières connut des équivalents dans le Chablais, les Bauges et le Beaufortain notamment au col des Saisies.
La résistance était également présente dans les vallées alpines, dont les ressources industrielles et hydroélectriques étaient importantes. Les usines sidérurgiques, ponts, lignes à haute tension et voies ferrées de Tarentaise et de Maurienne ont été à maintes reprises sabotées par des résistants voulant par la même retarder la production de guerre allemande. Un musée de la résistance a même été créé dans chaque vallée à savoir Moûtiers et Villargondran. Il est courant de croiser au fil des randonnées en montagne de nombreuses stèles à la mémoire des résistants fusillés par les Allemands.  La Haute Maurienne a été au cœur d'un des plus célèbres combats de la résistance française dans les Alpes. Sur les hauteurs de la commune de Sollières-Sardières s'est déroulée la bataille du Mont-Froid à 2 819 mètres d'altitude, entre les chasseurs alpins, et les forces allemandes au cours du mois d'avril 1945. Ces combats livrés dans des conditions extrêmes sont devenus l'un des symboles de la résistance dans les Alpes. À la suite de cette bataille, le traité de Paris est venu rectifier ce qui avait été considéré comme une faiblesse géostratégique et une erreur historique en réintégrant la totalité du plateau du Mont-Cenis jusqu'alors en territoire italien depuis le découpage de la Savoie durant son annexion en 1860. Ainsi, à la sortie de la guerre, la carte de la Haute Maurienne s'est vue agrandie d'une superficie de 81,79 km2. De jure, les communes de Sollières-Sardières, Lanslebourg et Lanslevillard, retrouvaient la pleine jouissance de leurs alpages séculiers jusqu'alors en territoire italien bien qu'ayant toujours été leur propriété.